# Матафонов Михайло Іванович
Михайло Іванович Матафонов (28 грудня 1928, село Алія Далекосхідного краю, тепер Балейського району Забайкальського краю Російська Федерація — 16 січня 2012, місто Чита, Російська Федерація) — радянський діяч, 1-й секретар Читинського обкому КПРС. Кандидат у члени ЦК КПРС у 1976—1989 роках. Депутат Верховної Ради Російської РФСР 8-го скликання. Депутат Верховної Ради СРСР 9—11-го скликань. Депутат Читинської обласної Думи 4-го скликання від КПРФ (2004—2008), депутат Законодавчих зборів Забайкальського краю (2008—2012).

## Життєпис
У 1950 році закінчив Балейське педагогічне училище Читинської області.
У 1950—1955 роках — 2-й секретар, 1-й секретар Центрального районного комітету ВЛКСМ міста Чити; завідувач відділу редакції обласної газети «Комсомолець Забайкалля».
Член ВКП(б) з 1952 року.
У 1954 році закінчив заочно Читинський державний педагогічний інститут та Вищу комсомольську школу ЦК ВЛКСМ.
У 1955—1958 роках — секретар та завідувач відділу Читинського обласного комітету ВЛКСМ.
У 1958—1962 роках — секретар, 1-й секретар Читинського районного комітету КПРС Читинської області. У 1962—1964 роках — партійний організатор, секретар партійного комітету Читинського виробничого колгоспно-радгоспного управління Читинської області.
У 1964—1971 роках — секретар Читинського обласного комітету КПРС.
У 1971 — 11 липня 1973 року — 2-й секретар Читинського обласного комітету КПРС.
11 липня 1973 — 2 вересня 1986 року — 1-й секретар Читинського обласного комітету КПРС.
З вересня 1986 року — персональний пенсіонер союзного значення в місті Читі. 
Помер 28 жовтня 2013 року.

## Нагороди і звання
- орден Леніна (27.12.1978)
- орден Жовтневої Революції (1973)
- два ордени Трудового Червоного Прапора (1971, 1985)
- орден «Знак Пошани» (1966)
- медаль «За заслуги перед Читинською областю» (1997)
- медалі
- Почесний громадянин Читинської області (2003)